# Caridina similis
Caridina similis е вид десетоного от семейство Atyidae. Видът не е застрашен от изчезване.

## Разпространение и местообитание
Разпространен е в Сейшели.
Обитава сладководни басейни и потоци.